# Stefan Spirovski
Stefan Spirovski (in macedone Стефан Спировски?; Bitola, 23 agosto 1990) è un calciatore macedone, centrocampista dello Struga.

## Carriera

### Club
Il 28 agosto 2017 viene acquistato a titolo definitivo per 500.000 euro dalla squadra ungherese del Ferencváros.

## Palmarès

### Club

#### Competizioni nazionali
- Campionato ungherese: 1

Ferencváros: 2018-2019